# Botarell
Botarell es un municipio español de la provincia de Tarragona, situado en la comarca del Bajo Campo (Cataluña). Según datos de 2017 su población era de 1078 habitantes.

## Geografía
Integrado en la comarca de Bajo Campo, se sitúa a 26 km de Tarragona. El término municipal está atravesado por la carretera nacional N-420, entre los pK 864 y 865, y por carreteras locales que permiten la comunicación con Montbrió de Tarragona y Riudecañas. 
El relieve del municipio es predominantemente llano. El territorio es atravesado por las rieras de Les Voltes y de Riudecols, entre otras de menor entidad. La altitud oscila entre los 470 m en el extremo norte y los 140 m a orillas de una riera al sur. El pueblo se alza a 196 m sobre el nivel del mar.
| Noroeste: Riudecols             | Norte: Alforja y Borjas del Campo | Nordeste: Borjas del Campo     |
| Oeste: Riudecañas               |                                   | Este: Riudoms                  |
| Suroeste: Montbrió de Tarragona | Sur: Montbrió de Tarragona        | Sureste: Montbrió de Tarragona |

## Historia
Aparece documentado por primera vez en el acta de población concedida a Ciurana de Tarragona en 1153 aunque se cree que el origen del municipio está en una alquería sarracena. En 1184 el término fue cedido a Berenguer de la Bisbal por el arzobispo Berenguer de Vilademuls. Se le impuso la condición de repoblarlo, aunque la iglesia se reservaba el derecho sobre los diezmos. 
Botarell formó parte de la Comuna del Campo. En el siglo XVI la posesión de las tierras pasó a manos de la familia Montargull hasta la Guerra de los Segadores. Fue entonces cuando la señoría pasó a los marqueses de Tamarit quienes conservaron sus derechos hasta el siglo XIX.
Durante la Primera Guerra Carlista fueron quemados el edificio del ayuntamiento y el de la prisión (1836). A finales del siglo XVIII los campos se vieron afectados por una importante plaga de filoxera que afectó a la economía municipal.

## Demografía
Cuenta con una población de 1174 habitantes (INE 2024).
| Gráfica de evolución demográfica de Botarell entre 1842 y 2021                                                        |
| |
| Población de derecho según los censos de población del INE. Población de hecho según los censos de población del INE. |

## Economía
La principal actividad económica es la agricultura. Destacan los cultivos de olivos, almendros y avellanos.

## Cultura
La iglesia parroquial está dedicada a San Lorenzo. Es de estilo renacentista y fue construida entre 1617 y 1622. No se conserva ninguno de sus retablos ya que fueron destruidos en 1936. Aún pueden verse algunos restos del antiguo castillo que dominó la población. Fue construido en el siglo XVI y quedan en pie algunos restos de sus muros.
En el término municipal destacan algunas masías. La de Mas d'en Perdiu fue reformada por el arquitecto modernista Juan Rubió, quien añadió una chimenea decorada con cerámica y terrazo.
Botarell celebra su fiesta mayor en el mes de agosto coincidiendo con la festividad de San Lorenzo. El 3 de febrero se bendicen los blaiets que, según la tradición, protegen del dolor de garganta.